# Metatrichia bulbosa
Metatrichia bulbosa är en tvåvingeart som först beskrevs av Osten Sacken 1877.  Metatrichia bulbosa ingår i släktet Metatrichia och familjen fönsterflugor. Inga underarter finns listade i Catalogue of Life.